# Robert Campbell (esploratore)
Robertl Campbell (Contea di Tyrone, 12 febbraio 1804 – Saint Louis, 16 ottobre 1879) è stato un esploratore statunitense oltre che trapper e imprenditore di successo impegnato in diversi settori dell'economia: banche, trasporti e settore immobiliare a Saint Louis e a Kansas City (Missouri).

## Biografia

### Primi anni
Ultimo figlio di Hugh Campbell e Elizabeth Buchanan, Robert Campbell nacque nei pressi di Plumbridge, nella Contea di Tyrone, in Irlanda. Nel 1822, egli lasciò l'Irlanda e seguì il fratello maggiore Hugh jr. negli Stati Uniti. Dopo un temporaneo soggiorno con il fratello a Filadelfia, Robert si stabilì a Saint Louis (Missouri), città che all'epoca era il centro per il commercio delle pellicce. A Saint Louis Campbell lavorò alle dipendenze di un ricco immigrato irlandese, tale John O'Fallon, e si fece subito apprezzare per le sue qualità dimostrando di avere un acuto senso per gli affari malgrado la sua giovane età. Nel 1824 gli fu diagnosticata la tubercolosi e il suo medico gli consigliò di recarsi più a ovest, preferibilmente nel territorio delle Montagne Rocciose, per condurre una vita all'aria aperta che potesse aiutarlo a recuperare un buono stato di salute.

### Trapper ed esploratore
Campbell cercò quindi un'occupazione come trapper e nel novembre 1825, si unì al gruppo di sessanta uomini guidati da Jedediah Smith in una spedizione sulle Montagne Rocciose organizzata dalla Rocky Mountain Fur Company di William H. Ashley. Facevano parte del gruppo esploratori e trapper di grande esperienza come James Beckwourth, Pierre Louis Vasquez, David E. Jackson e William Sublette. Campbell diventò amico di Smith e da lui apprese come comportarsi con gli indiani, come catturare gli animali e soprattutto le regole per sopravvivere in territori selvaggi. 
Durante questa sua prima esperienza nel West, Campbell trascorse un inverno molto rigido con una tribù di Pawnee che si dimostrarono pacifici nei confronti del trapper che tuttavia iniziò ad avere seri problemi ai polmoni già malandati, problemi che lo avrebbero poi accompagnato per tutta la vita.
Di segno contrario furono gli incontri degli anni successivi con gli indiani di altre tribù. Nel 1827 i cacciatori ebbero uno scontro con i Flathead (1827) e l'anno dopo, mentre si recavano al consueto rendezvous, furono attaccati dai Blackfeet in quella che è conosciuta come la “battaglia nei salici”.

### Partnership con Sublette
Dopo un breve periodo trascorso in Irlanda, Campbell tornò alla consueta vita di trapper nel west americano. Nel 1832, nella battaglia di Pierre's Hole (nell'attuale Stato dell'Idaho) tra cacciatori di pellicce e Gros Ventre, Campbell rischiò la vita per portare in salvo William Sublette che era stato seriamente ferito durante il combattimento. 

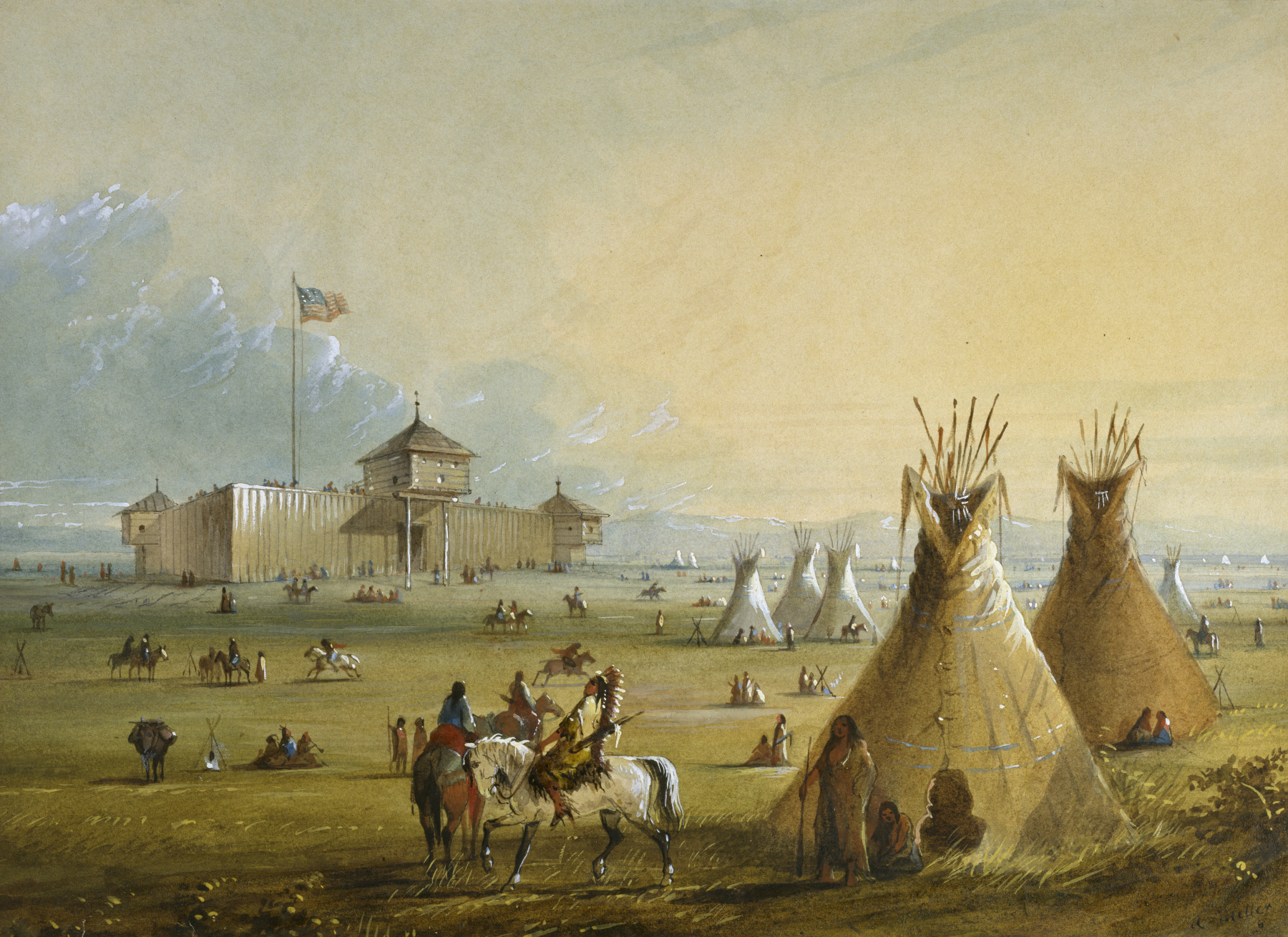
Fort Laramie come appariva prima del 1840, dipinto di Alfred Jacob Miller

Nel dicembre di quello stesso anno, formò una partnership per il commercio delle pellicce con l'amico Sublette con cui aveva condiviso numerose spedizioni in montagna. La compagnia fu chiamata Sublette & Campbell ed entrò in competizione con la potente American Fur Company di John Jacob Astor che all'epoca aveva una posizione dominante, quasi di monopolio, in quel settore. 
Per meglio contrastare il predominio dell'American Fur Company, nel maggio del 1834 i due soci costruirono una stazione commerciale fortificata che doveva servire da luogo di scambio tra i commercianti di pellicce e varie tribù di indiani, in particolare Assiniboin, Cree, e Gros Ventre. La stazione si trovava in posizione strategica sull'Oregon Trail, alla confluenza dei fiumi Laramie e North Platte, e venne battezzata Fort William, dal nome del socio anziano dalla compagnia, prima di essere ampliata e di assumere successivamente il nome definitivo di Fort Laramie.
Quando si resero conto che il commercio delle pellicce stava rapidamente morendo, Campbell e Sublette nel 1835 cedettero il loro avamposto a Thomas Fitzpatrick, Jim Bridger, Milton Sublette e altri due soci e aprirono un'attività per il commercio delle merci secche a Saint Louis.
Gli affari andarono tanto bene per i due soci che essi decisero di diversificare i propri investimenti puntando su settori ancora più redditizi quali banche, immobili e compagnie di assicurazioni. Nel febbraio 1841, Robert sposò Virginia Kyle, una ragazza di quindici anni più giovane di lui, e dal matrimonio nacquero 13 figli, dei quali solo tre sopravvissero ai genitori.

### Scalata sociale
Pur restando amici, la collaborazione di Campbell con Sublette finì nel 1842. Campbell continuò nella sua scalata sociale fino a ricoprire la carica di presidente della State Bank of Missouri nel 1846 e poi quella di presidente della Merchants' National Bank di Saint Louis. Successivamente prese parte alla guerra messico-statunitense come colonnello della milizia del Missouri e poi, grazie alla sua profonda conoscenza di numerose tribù indiane del West, fu nominato commissario degli affari indiani ed ebbe un ruolo di rilievo nei negoziati per la stesura del Trattato di Fort Laramie del 1851.
Dopo la morte di Sublette (1845), Campbell portò avanti la sua intensa attività imprenditoriale e divenne uno dei principali proprietari di immobili della città. Nel 1854, i Campbell si trasferirono nell'esclusivo quartiere di Lucas Place e nella nuova dimora continuarono la loro scalata sociale intrattenendo rapporti molto stretti con l'élite politica e culturale del tempo. Tra gli ospiti abituali delle loro casa ci furono il presidente degli Stati Uniti Ulysses S. Grant, il generale William T. Sherman, il capitano James Buchanan Eads e padre Pierre De Smet. Nel decennio che va dal 1860 al 1870, Robert divenne uno degli uomini più ricchi e potenti del Missouri estendendo il suo impero immobiliare da Kansas City (Missouri) fino a El Paso (Texas), mentre continuava a operare come presidente di due banche e gestiva il miglior hotel della città, il Southern Hotel, rendendolo il fiore all'occhiello del suo immenso impero immobiliare.

### Ultimi anni e morte
Nel corso degli anno ’70 le sue condizioni di salute peggiorarono sempre più. Come l’amico Sublette, aveva problemi respiratori, retaggio della sua vita errabonda sulle montagne. Nel mese di giugno 1879, nel tentativo di migliorare il suo stato fisico, Robert si recò con la famiglia a Saratoga Springs, ma nonostante tutto, la sua salute continuò a peggiorare. Un mese dopo, i Campbell rientrarono a Saint Louis dove Robert morì la sera del 16 ottobre 1879. Tre giorni dopo, il suo corpo venne sepolto nel locale cimitero di Bellefontaine.
Dopo la morte dei tre figli senza lasciare eredi, la residenza di Lucas Place è stata conservata come Campbell House Museum e raccoglie arredi, decorazioni originali, dipinti, manoscritti e una serie unica di fotografie dell'epoca, oltre alla maggior parte degli effetti personali di Campbell. Il Museo è stato inaugurato nel 1943 per ricordare la storia affascinante di un imprenditore e della sua famiglia durante uno dei periodi più dinamici della storia americana.